# Enfrentamiento de Villa Unión
El 30 de noviembre de 2019, un tiroteo se reportó a las afueras de Villa Unión Coahuila entre miembros del Cártel del Noreste (CDN) y oficiales de policía locales, dejando un saldo de cuatro policías muertos y diez sicarios muertos, pero los delincuentes secuestraron a algunos civiles al perpetrar su huida, asesinando a dos de ellos.

## Antecedentes
El CDN tiene el control de Nuevo Laredo (Tamaulipas), y le disputa otras áreas con el Cártel del Golfo en Tamaulipas además de los Zetas Vieja Escuela. Desde principios de 2019 el Cártel del Noreste ha tratado de capturar territorios que le pertenecían a Los Zetas (de los cuales escindieron en 2014), realizando varios ataques y ejecuciones alrededor del estado.

## Ataque
El 30 de noviembre un contingente con más de 130 sicarios en más de 25 camionetas irrumpieron en el municipio de Villa Unión (un municipio a 70 kilómetros de Piedras Negras)
Fuerzas de cártel atacaron con un convoy armado de camionetas pick up alrededor del mediodía. El ayuntamiento de Villa Unión fue atacado a balazos, dejándolo gravemente dañado, además de un ataque a la sede de la fuerza policial de la ciudad, dejando algunos oficiales heridos.
Algunos videos tomados por la población muestran largas columnas de humo en la ciudad. Algunos vehículos fueron robados y varios civiles estuvieron secuestrados por el cártel durante su huida. El general de la Octava Zona Militar confirmó que al menos 14 vehículos fueron asegurados, en los que encontraron 14 armas largas y numerosos cartuchos, mientras que el Ejército contra atacó con un helicóptero y dos unidades blindadas. Para el día 1 y 2 de diciembre el Ejército y Guardia Nacional habían limpiado a la localidad y zonas aledañas de los delincuentes, pero siguen las operaciones de búsqueda en las distintas brechas aledañas, planteando instalar una base temporal en dicha localidad.
Para el 5 de diciembre se había confirmado la detención de 21 personas "halconear" a los sicarios que perpetraron el ataque. Estos se suman a otros 10 presuntos miembros de células criminales del Cártel del Noreste que se encuentran recluidos en el penal de Piedras Negras. En respuesta al asedio sufrido por la localidad, el ejército mexicano y la Guardia Nacional confirmaron la creación de una base temporal, con más de 100 efectivos en la base. En los días siguientes, las fuerzas estatales persiguieron en ciudades aledañas a los responsables del ataque, llegando a descubrir el cuerpo de un delincuente el 6 de noviembre. Meses después se hizo viral un video tomado por sicarios del CDN al momento de atacar a balazos el palacio municipal,
A un par de años de los ataques, los habitantes de la población dicen aún sentirse temerosos, incluyendo la alcaldesa Narcedalia Padrón Arizpe, que aseguro un aumento en la vigilancia de fuerzas estatales y federales desde el día del ataque.